# 邦克山 (加利福尼亞州阿馬多爾縣)
邦克山（英語：Bunker Hill）是位於美國加利福尼亞州阿馬多爾縣的一個非建制地區。該地的面積和人口皆未知。

## 地理
邦克山的座標為38°25′36″N 120°49′42″W / 38.42667°N 120.82833°W，而該地的平均海拔高度為285米（即935英尺）。